# Вон Бин
Вон Бин (псевдоним, только имя, без фамилии, кор. 원빈; настоящее имя Ким До Джин; кор. 김도진 родился 10 ноября 1977 года в Чонсоне) — южнокорейский актёр и модель.

## Ранние годы и начало карьеры
Вон Бин родился и провёл детство в деревушке на севере Чонсона в Канвондо, Южная Корея. Он пятый и самый младший из детей, у него один брат и три сестры. Его отец работал в шахте, а мать — на ферме; оба сейчас на пенсии. Как обычно среди детей, живущих в горных районах, Вон Бин проводил большую часть времени, играя с друзьями в горах и возле рек и позже рассказывал: «Я возвращался домой чаще всего на закате с чёрным, покрытым пылью лицом.» Он был застенчивым, интровертным, тихим — эти черты характера сохранились до сих пор. Хоть и молчаливый и необщительный, однако он показывает превосходные результаты в легкой атлетике. Вон Бин начинает заниматься тэквондо и сейчас у него чёрный пояс третьего уровня. В детстве он планировал стать автомехаником из-за интереса к мото- и автогонкам. Вон Бин окончил старшую школу Чунчон технологии и техники, где учился ремонтировать автомобили и технику.
В ноябре 1995 года кабельная телестанция искала и нанимала новых актёров. Вон Бин прошёл пробы и был принят на последнем семестре учёбы в старшей школе. Он начал брать уроки актёрского мастерства в главном здании станции и появился в нескольких драмах. В следующем месяце Вон Бин подписал контракт с актёрским агентством.

## Карьера
Вон Бин дебютировал в вспомогательной роли в 1997 году, это была драма «Предложение». Его роль в фильме «Внимание, марш!» (1998) была отмечена зрителями. После этого фильма он взял отпуск и поступил в Институт искусств Пэкче в 1998 году, чтобы учиться актёрскому мастерству. В 1999 году Вон Бин вернулся на экраны с главной ролью в сериале «Кванги», где его заметили как многообещающего молодого актёра.
Его большой прорыв произошёл в 2000 году из-за сериалов «Кокджи» и «Осень в моём сердце». Его роль бунтующего младшего сына в «Кокджи» показала его актёрский потенциал, а его роль в популярной драме «Осень в моём сердце» перевела его в А-лист корейских актёров. «Осень в моём сердце» стала необыкновенно популярной по всей Азии и он стал одним из самых известных актёров как в Южной Корее, так и по всей Азии. В 2002 году Вон Бин стал первым корейским актёром, ставшим широко известным в Японии по первой драме совместного японо-корейского производства «Друзья», где он снялся с популярной японской актрисой Кёко Фукада.
Вон Бин также снялся в нескольких популярных фильмах: «Пушки&Болтовня» и «Мой брат», но именно его образ чувствительного младшего брата в военном блокбастере о Корейской войне «38-я параллель» (2004) принес ему интернациональную славу. Его роль принесла ему признание критиков и любовь зрителей. Этот фильм фактически посмотрел каждый четвёртый житель Южной Кореи, его посмотрели 11,75 млн зрителей.
Его карьера прервалась службой в армии. После выпуска в 2005 году из Школы искусств Университета Ёнгин, Вон Бин начал свою службу в армии в ноябре 2005 года и проходил её (по собственному желанию) в Корейской Демилитаризованной зоне. Служба там считается одной из самых опасных, так как официально Южная Корея до сих пор находится в состоянии войны с Северной Кореей. 2 июня 2006 г. армия официально подтвердила, что Вон Бин закончил свою службу досрочно. Это решение военные приняли из-за длительной травмы колена актёра. Вон Бина прооперировали и он официально закончил службу 7 июня 2006 года. После операции процесс реабилитации, чтобы вылечиться от последствий этой травмы, занял более года.
6 сентября 2007 года Вон Бина назначили Послом доброй воли ЮНИСЕФ. Он участвовал в различных программах и благотворительных событиях в Корее для ЮНИСЕФ и снялся в нескольких рекламах для фонда.
В апреле 2008 года Вон Бин наконец подтвердил, что его следующим проектом будет фильм «Мать», режиссёр Пон Чжун Хо. Съемки начались в сентябре 2008 года и закончились в феврале 2009 года. Фильм выбрали представлять Корею в Особом взгляде на Каннском кинофестивале. Вон Бин прошёл по красной дорожке на мировой премьере фильма 16 мая 2009 года на Каннском кинофестивале 2009 года.
Новый фильм Вон Бина «Человек из ниоткуда», ставший хитом в Южной Корее, вышел в августе 2010 года.
Семья: жена Ли На Ен, старший брат и три старшие сестры

## Фильмография

### Фильмы
- 2001: Пушки & Болтовня
- 2004: 38-я параллель
- 2004: Мой брат
- 2009: Мать
- 2010: Человек из ниоткуда

### Телевизионные сериалы
- 1997: Предложение
- 1998: Внимание, марш!
- 1999: Кванги
- 2000: Маленькая станция
- 2000: Кокджи
- 2000: Осень в моем сердце[англ.] (известная как: Осенняя сказка)
- 2002: Друзья

## Книги
- 2000: «dream in HEAVEN» (мечта на НЕБЕСАХ) фото эссе (выпущены в декабре 2000 года в Корее и в марте 2002 в Японии) — стостраничное фотоэссе с фотографиями, сделанными на Бали, Индонезии и Корее.
- 2002: «WWW-Wonbin Wide pinup Web» фото эссе (выпущены в сентябре 2002 года в Японии) — 40-страничное фото эссе.
- 2005: «28 дней в году с Вон Бином» Premium набор — DVD & фото эссе (выпущены в феврале 2005 года в Японии) — включает в себя 60-минутное DVD и 144 страницы фотографий и эссе, написанных Вон Бином о его личной жизни и путешествии в Чешскую республику, Японию и Корею для фотосъемок фото.
- 2006: «BINUS» DVD (выпущен в марте 2006 года в Японии) — чтобы показать свою благодарность поклонникам за годы поддержки, Вон Бин записал видео сам, персональное DVD (60 минут) только для нас с ним, поклонниками, поэтому название BINUS (BINUS — это название официального фан-клуба Вон Бина), до окончание его службы в армии. Он включал в себя съемку его личной жизни, Вон Бин ещё раз посетил многие места на своей родине (Чонсон, Канвондо), чтобы открыть поклонникам свои корни и воспоминания детства.
- 2006: «Дорогой Вон Бин» фотоэссе (выпущено в Мае 2006 года в Японии) — фотоэссе с рисунками самого Вон Бина. У эссе дизайн как у дневника. Для фанов, чтобы писать дневник.

### Реклама на ТВ
- 1999: 018 Telecom[11]
- 2000: French Cafe, страхование жизни Дон Ян[11]
- 2001: KTF 'Magic N' мобильный телефон, страхование жизни Дон Ян, пиво Hite, Намян French Cafe, Dean Clau Eau de Toilette, Nadri Cosmetic, картофельные чипсы Haitai, шоколад Lotte 'Атлас'[11]
- 2002: Ури Банк, Baskin Robbins 31 мороженое, Намян French Cafe, Dean Clau Eau de Toilette & men’s skin-care products[11]
- 2003: Ури Банк, Baskin Robbins 31 мороженое, Намян French Cafe[11]
- 2004: Ури Банк, мобильный телефон LG Cyon, продукты для ухода за лицом Missha[12]
- 2005: Ури Банк, мобильный телефон LG Cyon, продукты для ухода за лицом Missha, FORVAL I.T./Telecom (Япония)[12]
- 2008: Видеоигра Nintendo Wii, кофе Maxim T.O.P Espresso[13]
- 2009: Кофе Maxim T.O.P Espresso[13]
- 2010: Пиво Hite MAX Beer, кофе Maxim T.O.P Espresso, The Face Shop, LG Beyond, рисоварки Cuckoo HomeSys, булочная Tous Les Jours, фотокамера Olympus[14]

### Лицо модных брендов
- 1999: Clride, Yell
- 2000: Clride, Jambangee
- 2001: Jambangee, Ziozia[11]
- 2002: Ziozia, GIA, Visaruno из Marui 0101 универмага (Япония)[11]
- 2003: GIA, C.O.A.X., Visaruno из Marui 0101 универмага (Япония)[11]
- 2004: Omphalos, Ziozia[12]
- 2005: Ziozia
- 2008: Ziozia[13]
- 2010: Hang Ten, Basic House

## Награды и номинации

### Победитель
- 1999: Церемония наград KBS Drama Acting Awards — Лучший новый актёр за фильм «Кванги»
- 2000: Церемония наград KBS Drama Acting Awards — Превосходство в актёрском мастерстве за сериалы «Ккокджи» и «Осенняя сказка»
- 2001: 37-я Церемония наград искусств Пэксан — Лучший новый актёр за сериалы «Ккокджи» и «Осенняя сказка»
- 2002: Награда бриллиантовой мечты BVLGARI (Япония)[15]
- 2004: 12-я Церемония наград киноискусства Чунса — Лучший новый актёр за фильм «38-я параллель»
- 2004: 27-й Фестиваль Золотое кино — Лучший новый актёр за «38-я параллель»
- 2010: 47-я Церемония наград Великий колокол — Лучший актёр за фильм «Человек из ниоткуда»[16][17][18]
- 2010: 47-я Церемония наград Великий колокол — Награда Популярности за фильм «Человек из ниоткуда»[17]
- 2010: 8-я Церемония наград Корейского кино —в номинации «Лучший актёр» за фильм «Человек из ниоткуда»[19][20][21]
- 2010: 31-я Церемония наград Синий Дракон — Награда Популярности за фильм «Человек из ниоткуда»[22]

### Номинации
- 2004: 3-я Церемония наград Корейского кино — номинирован как Лучший актёр за фильм «Мой брат»
- 2010: 46-я Церемония наград искусства Пэксан — номинирован как Лучший актёр за фильм «Мать»
- 2010: 31-я Церемония наград Синий Дракон — номинирован как Лучший актёр за фильм «Человек из ниоткуда»

### Награды журналов/медиа
- 2000: Лучше всех одетый за год
- 2002: Выиграл голосование — «Самый красивый мужчина за апрель 2002 года» сайта MostBeautifulMan.com. Первая азиатская знаменитость, выигравшая этот ежемесячный опрос.[23]
- 2005: Выбран #1 «Любимая Звезда Азии» (2005) читательским голосованием японского журнала «CanCam».
- 2005: Выбран #1 «Любимая Звезда Азии» (2005) читательским голосованием японского журнала «an.an».[24]
- 2006: Выбран #1 «Любимая Звезда Азии» (2005) читательским голосованием японского журнала «an.an».
- 2007: Выбран #1 «Любимая Звезда Азии» (2005) читательским голосованием японского журнала «an.an».

## Благотворительность
Как Посол Доброй воли ЮНИСЕФ, Вон Бин участвовал во многих программах и благотворительных событиях
- 2007.09.06 — Назначен Послом доброй воли ЮНИСЕФ.[25]
- 2007.10.03 — Посетил Интернациональный фестиваль-марафон мира в Сеуле для сбора пожертвований для ЮНИСЕФ.
- 2007.11.26 — Посетил благотворительное фэшн-шоу для сбора пожертвований для ЮНИСЕФ.[26]
- 2008.02.28 — Посетил кампанию «Чистая еда, поделись счастьем», спонсируемую ЮНИСЕФ и курортом Ханва.[27]
- 2008.06.24 — Рекламировал кампанию Кукла Аву.[28]
- 2008.08.20 — Сбор пожертвований через фото-проект с Louis Vuitton и GQ Корея.
- 2008.11.27 — Рекламировал ЮНИСЕФ Jumper для сбора пожертвований.
- 2008.12.22 — Посетил приют в Сеуле и подарил детям Рождественские подарки.[29]
- 2009.04.04-13 — Посетил Гамбию для ЮНИСЕФ, посетил центр помощи, госпиталь и школы.[30][31]